# Dacryoadénite
 (septembre 2020).
 Mise en garde médicale
La dacryoadénite ou dacryadénite  (du grec dacryos, « larme », et adenos « glande ») est une inflammation aiguë ou chronique de l’une ou des deux glandes lacrymales. 

## Causes
La dacryoadénite aiguë est le plus souvent due à une infection virale ou bactérienne. Les causes communes comprennent les oreillons, le virus d’Epstein-Barr, le staphylocoque et le gonocoque.
La dacryoadénite peut être due à des troubles inflammatoires non infectieux, comme la sarcoïdose. 

## Symptômes
Il existe un gonflement de la partie externe de la paupière supérieure avec une rougeur possible et une douleur dans la zone de gonflement.
Il peut exister un larmoiement excessif,  un gonflement des ganglions lymphatiques à l'avant de l'oreille.